# Catharus frantzii
Catharus frantzii là một loài chim trong họ Turdidae.